# Vakttornet
Vakttornet förkunnar Jehovas rike (engelska: The Watchtower announcing Jehovah's kingdom), tidigare Zions Vakt-torn och förkunnare af Kristi närvaro, är en kristen tidskrift som utges av Jehovas vittnen sedan 1879 och delas ut gratis sedan 1990.

## Syftet med tidskriften
Vakttornet vill ära "Jehova Gud, som är universums härskare". Tidskriften framhåller att Guds himmelska rike snart ska ta bort all ondska och göra om jorden till ett paradis. Den framhåller också tron på Jesus Kristus.

## Innehåll och distribution
Varje nummer består vanligen av några huvudartiklar med anknytning till framsidan, historiska artiklar som till exempel Efterlikna deras tro som behandlar olika bibliska personer, frågor från läsekretsen som är besvarade, samt övriga artiklar, till exempel om biblisk historia.
Tidskriften gavs år 2018 ut på 334 språk och trycktes i drygt sextio miljoner exemplar (allmänna upplagan).
Tidskriften sprids gratis vid husbesök men även på offentliga platser.
Det finns två upplagor av Vakttornet, den allmänna upplagan, som delas ut till allmänheten, och studieupplagan, som används av Jehovas vittnen för sina vakttornsstudiemöten.  Sedan 2022 utkommer den allmänna upplagan bara i ett nummer per år. Båda upplagorna finns tillgängliga på Jehovas vittnens hemsida och mobilapp.

## Galleri

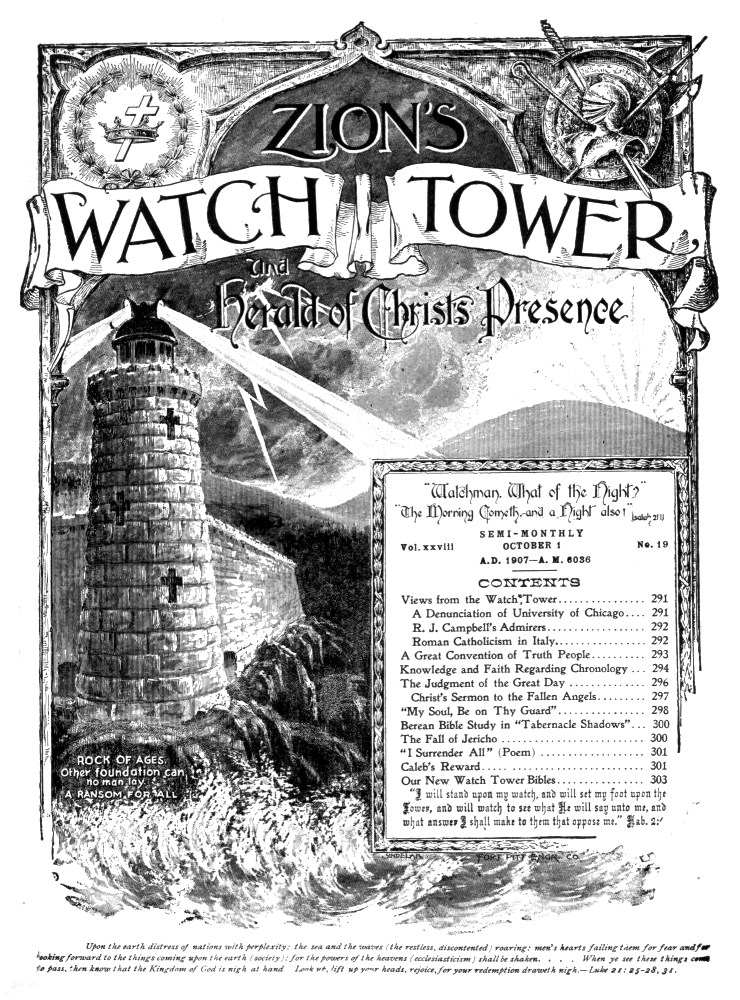
Amerikanska Vakttornet från 1907.
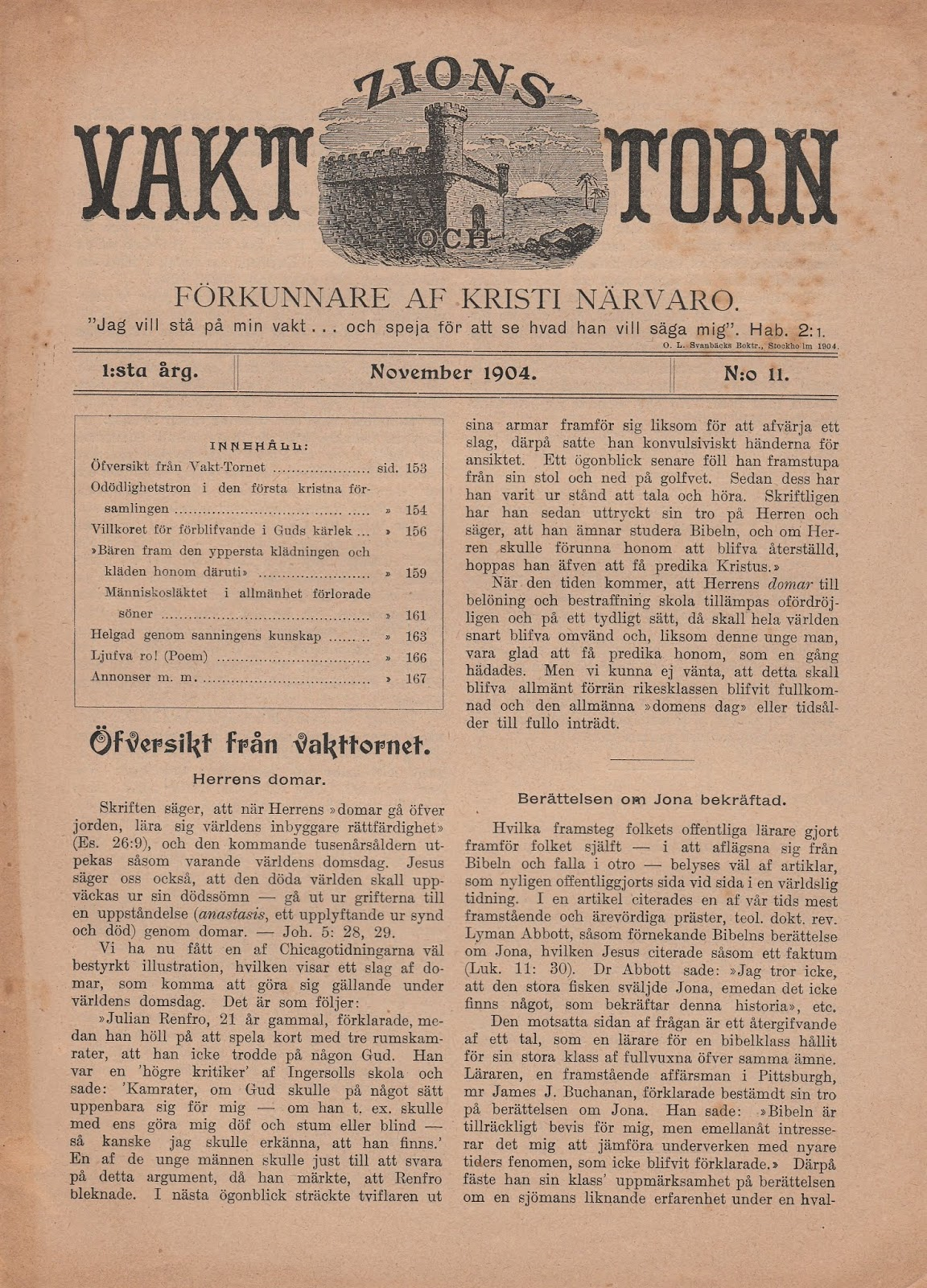
Zions Vakt-torn (1904)
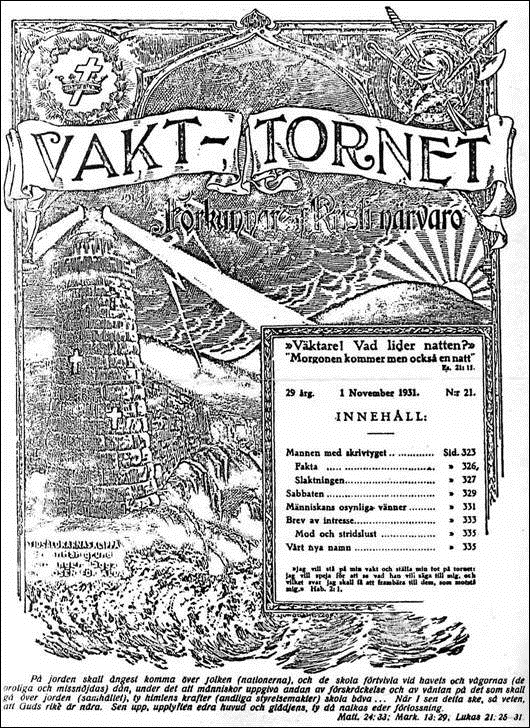
„Vakt-tornet” (1931)
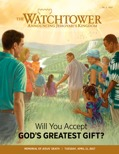
Vakttornet på engelska (2017)